# 伦世仪
伦世仪（1928年11月9日—），男，山东诸城人，中国发酵工程和环境生物技术专家，江南大学教授、博士生导师。

## 生平
1954年毕业于南京工学院发酵工学专业。1995年当选中国工程院院士。

## 社会兼职
- 国务院学位委员会纺织轻工学科组第二届成员，第三、四届召集人
- 中国食品科学技术学会常务理事

## 学术贡献
发表学术论文120多篇。研究开发了6项发酵过程优化技术，在氨基酸、有机酸、酶制剂、功能糖、酶制剂等多种产品中得到工业应用。掌握了厌氧颗粒污泥培育技术和适用于食品、发酵等工业废水处理的UASB反应器技术，完成了25项轻工行业工业生产废水处理工程，包括国务院当时实施的环保三大战役——淮河流域、太湖流域和长江流域的污染治理重点项目。

## 奖项
获得1项国家科技进步二等奖、1项国家技术发明二等奖、9项省部级科技奖。